# Шотов, Алексей Петрович
Алексей Петрович Шотов (07.03.1927 — 06.07.2001) — российский учёный в области физики твёрдого тела, доктор физико-математических наук, профессор, лауреат Государственной премии СССР (1985) и Ленинской премии (1964).

## Биография
Родился в д. Маврино (сейчас — Шатурский район Московской области). С 1942 по 1946 г. учился в Московском механическом техникуме, работая в вечернее время на машиностроительном заводе.
С 1946 г. студент МВТУ, в 1951 г. во исполнение постановления Правительства СССР о сосредоточении подготовки инженеров-физиков в одном вузе переведён в Московский механический институт, в следующем году его окончил по специальности «Физические приборы и установки» и с того же времени работал в ФИАН: младший научный сотрудник, с 1960 старший научный сотрудник, с 1970 зав. сектором, с 1985 — зав. лабораторией, с 1992 — главный научный сотрудник.
Создал первые в СССР диффузионные диоды и транзисторы, разработал вопросы физики квантово-размерных структур и полупроводниковых лазеров с целью создания нового поколения приборов нано- и оптоэлектроники.
Его лазерный измеритель примесей в атмосфере отмечен золотой медалью Международной выставки (Лейпциг, 1986).
Кандидат (1958), доктор (1968) физико-математических наук, профессор (1974). Преподавал и вёл научную работу на спецфакультете МИФИ.
Похоронен на Введенском кладбище, уч. 21.

## Награды и премии
Ленинская премия (1964) — за фундаментальные исследования, приведшие к созданию полупроводниковых квантовых генераторов.
Государственная премия СССР (1985) — за цикл работ «Перестраиваемые лазеры на полупроводниках А1УВУ1 и молекулярная спектроскопия высокого разрешения на их основе» (1967—1983).
Премия Президента РФ в области образования (30.11.2001, посмертно за 2000 год) — за создание и реализацию проекта «Высшая школа физиков МИФИ — ФИАН».
Награждён орденами Трудового Красного Знамени, «Знак Почёта», орденом Почёта РФ (1998), медалями в память 800- и 850- летия Москвы.